# حی محمدی
حی محمدی (به فرانسوی: Hay Mohammadi) یک منطقهٔ مسکونی در مراکش است که در کازابلانکای بزرگ واقع شده‌است.

## خصوصیات
حی محمدی ۱۵۶٬۵۰۱ نفر جمعیت دارد.